# Ralången
Ralången är en sjö i Aneby kommun i Småland och ingår i Motala ströms huvudavrinningsområde. Sjön är 5 meter djup, har en yta på 4,93 kvadratkilometer och befinner sig 160 meter över havet. Vid provfiske har en stor mängd fiskarter fångats; bland annat abborre, braxen, gers och gädda.
Vattennivån i sjön varierade tidigare betydligt, men är numera reglerad och skiljer sig inte mycket över året. 1913 sänktes sjön med 1,5 meter. Ön Flottholmen eller Rödholmen som numera befinner sig ständigt över ytan har tidigare ofta dykt upp och försvunnit om vartannat. Dess uppdykande och försvinnande varslade om ofärd och mellan 1696 och 1887 fördes noggranna anteckningar i kyrkböckerna om när holmen varit synlig. 1773 besökte Gustav III holmen under sin Eriksgata och lät då sätta upp en ekplanka med kopparplåt till minne av besöket. Plåten är numera flyttad till Marbäcks hembygdsgård.
Under början av 1800-talet förekom timmerflottning på Ralången. Stockarna tippades i sjön vid en enkel stenbrygga, som kallas "Sällbergs brygga".

## Delavrinningsområde
Ralången ingår i det delavrinningsområde (641789-144206) som SMHI kallar för Utloppet av Ralången. Medelhöjden är 190 meter över havet och ytan är 20,06 kvadratkilometer. Räknas de 37 delavrinningsområdena uppströms in blir den ackumulerade arean 590,77 kvadratkilometer. Svartån som avvattnar avrinningsområdet har biflödesordning 2, vilket innebär att vattnet flödar genom totalt 2 vattendrag innan det når havet efter 190 kilometer. Delavrinningsområdet består mestadels av skog (31 procent), öppen mark (11 procent) och jordbruk (32 procent). Avrinningsområdet har 4,87 kvadratkilometer vattenytor vilket ger det en sjöprocent på 24,3 procent.

## Fisk
Vid provfiske har följande fisk fångats i sjön:
- Abborre
- Braxen
- Gärs
- Gädda
- Gös
- Karpfisk obestämd
- Löja
- Mört
- Ruda
- Sarv
- Sutare